# 프라임 레이트

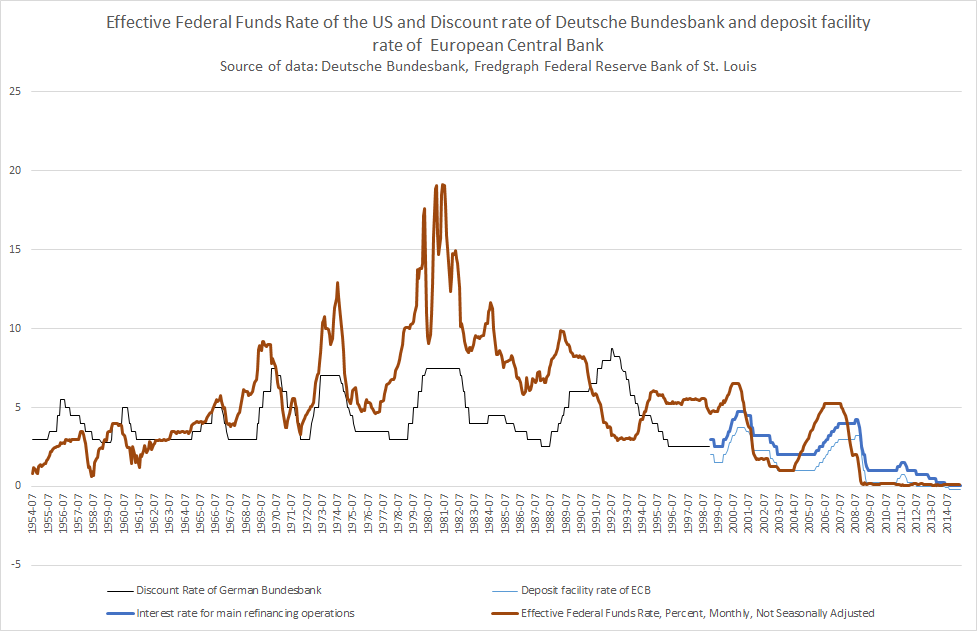
미국, 독일, 유럽연합의 프라임 레이트

프라임 레이트(prime rate), 우대금리 또는 우대대출금리는 은행이 사용하는 이자율로, 일반적으로 은행이 신용도가 좋은 고객에게 대출할 때 적용하는 이자율이다. 은행이 우량기업에 대해 사업자금을 대출할 때 적용하는 최우대 금리이다. 은행이 기업의 신용도에 따라서 차등금리를 적용할 경우 가장 낮은 금리를 나타내는 것으로 한 나라 금리수준의 지표가 된다. 일부 변동 이자율은 우대 금리보다 높거나 낮은 백분율로 표시될 수 있다.:8